# Disszociációfok
A disszociációfok a kémiában előforduló szakkifejezés. Az egyensúlyhoz vezető reakcióknál megmutatja, hogy mennyi a disszociált anyagmennyiség az összes kiindulási anyagmennyiséghez viszonyítva.
{\displaystyle \alpha ={{\mbox{a disszociált mólok száma}} \over {\mbox{a kezdeti mólok száma}}}\!},
Oldatok esetén a disszociációfokot általában csak a gyenge savakra vagy bázisokra alkalmazzuk; erős savak vagy bázisok esetében ugyanis a tömény oldatok kivételével 100%-os a disszociáció. A disszociációfokot általában (α) alfával jelölik; 0 és 1 közötti értéket vehet fel. Kiszámítható a disszociációs állandó és a koncentráció ismeretében.
A disszociációfok és a disszociációs állandó közti összefüggést az Ostwald-féle hígítási törvény adja meg:
{\displaystyle K_{s}={c\alpha ^{2} \over 1-\alpha }\!}
ahol Ks a savi disszociációs állandó, c a mol/dm³-ben kifejezett koncentráció.
Több nagyságrendbeli különbségeknél a nevező elhanyagolható, így a disszociációfok a savi disszociációs állandó négyzetgyöke lesz. Bázisokkal hasonlóan kell számolni, annyi különbséggel, hogy savállandó helyett bázisállandót (Kb) kell venni.
Például: 
salétromossav:
koncentráció: 0,01 mol/dm³
Ks: 4·10−4
Ks = cα² / 1−α
Ebből: α = 1,81·10−1 → 18,1%